# ままらぶ
『ままらぶ』は、HERMIT（ハーミット）が2004年に発売したアダルトゲームである。シナリオは丸戸史明が担当。

## 概要
年の差カップルの恋愛を中心に、同じマンションの住人たちの日常をコミカルに描いた、行動選択式のアドベンチャーゲーム。年頃の娘を持つ母親がメインヒロインのラブコメという異色作である。最大10話構成で、中盤までの共通ルートの後、各ヒロインルートへと分岐する。第一話で涼子とのHシーンに到るとクリス、瑠璃、かおりルートへの分岐が不可能になる（小雪ルートは分岐可能）。また共通ルートでも涼子だけのシーンが追加されるので、涼子は最後に攻略することが推奨される。
旧式のブラウン管テレビ状のフレームが表示され、コミカルなセリフに笑い声の効果音を合わせるなどの演出がある（これらは設定でオフにすることも可能）。一話ごとにOP、EDクレジットムービーが流れ、CMアイキャッチらしきものもはさむなど、ホームドラマ仕立てに大いにこだわっている。テキストもHシーン以外は主人公の心の声はなく、セリフだけで進むというものである。また、各話のタイトルはアメリカンホームコメディを中心とした過去のテレビ番組名をモチーフにしている。
第一話丸々を体験版でプレイできる。

## あらすじ
分譲マンションのフローリアス樹ヶ丘の5階に住む3世帯はまるでひとつ屋根の下で暮らしているかのようなアットホームな間柄。だが、桜木家の息子である桜木浩二と藤枝家の未亡人である藤枝涼子はひそかな恋人関係にあった。そして出会って5年目の記念日をふたりっきりで祝うことになったのだが……。

## 登場人物
桜木浩二（さくらぎこうじ）
声：なし
物語の主人公で502号室の住人。5年前に涼子に出会った際に一目ぼれして2カ月目に告白し、物語の半年前に想いを受け入れられる。自由人な父親を反面教師にして、考え方は真面目で女性には一途、こうと決めたことは曲げない熱い心を持つ。野球部で全国レベルに匹敵するエースとして活躍していたが、肩の故障で退部している。アダルトゲームの主人公にしては珍しく立ち絵やメッセージウィンドウでの表情が用意され、Hシーンのビジュアルでも表情を描き込まれることが多い。
藤枝涼子（ふじえだりょうこ）
声：まきいづみ
503号室にある藤枝家の未亡人で、浩二の母親代わりであり最愛の人。浩二のことは「浩くん」と呼んでいる。親友の梨恵に「年齢不詳の化け物」と言われるほどの若い容姿の持ち主。年齢は明らかではないが、物語中で30歳代後半であることが示唆されている。職業はウェディングドレスのデザイナーで、リョウコ・タチバナとして名が知られている（タチバナは涼子の旧姓）。性格はのんびりしていて天然気味。夫の死後女手ひとつで小雪を育て、桜木昭の長年のアタックをもよせつけなかった身持ちの堅い女性だが、ひとたび恋に落ちるとどんな障害もはねのけて愛を貫こうとする。酒に弱く、少量でも一瞬で酔っ払う。発売後の公式HPにおける人気投票で1位を獲得し、抱き枕が販売されている。まきいづみの声が「怖いくらいのハマリ役」と名高い。
藤枝小雪（ふじえだこゆき）
声：韮井叶
藤枝家のひとり娘で浩二の1年後輩。父親は小雪が生まれる前に他界している。活発で強気な性格で、浩二のことが好きながらもつい反発する、いわゆるツンデレタイプ。世話好きでしっかり者であり、母親の涼子をリードする場面が多いが、母娘そろって壊滅的なお人よしでもある。彼女の浩二への好意は学園内では公認視されているが、肝心の本人と涼子共々気づいておらず、特に涼子には浩二を嫌っているとさえ思われている。各話のタイトルコールも担当している。
クリスティーナ・ホステトラー
声：カンザキカナリ
浩二のフィアンセを自称し、501号室に住み着くアメリカの少女。通称はクリスで、浩二とは同い年。彼女の母親・スーザンと浩二の父親・昭が知り合い。能天気な性格で英語交じりの日本語を操る。正体は巨大ハンバーガーチェーン・マクドウェルの総裁の娘で主任研究員を務める天才少女。銃器と格闘術にも通じている。
菊永瑠璃（きくながるり）
声：茶谷やすら
浩二の遠い親戚で3歳年下。浩二が引っ越す前に近所付き合いがあった。内気で可憐な妹分を演じるが、実際は陰で浩二を奴隷扱いする真っ黒ご主人様。養父に虐待されて家出をしたという狂言で住人の同情を誘い、藤枝家で暮らし始める。
秋月かおり（あきづきかおり）
声：一色ヒカル
501号室の住人で帝王大学生だが、官能小説作家兼アダルトゲームのシナリオライターが実質の本業。複数のペンネームを持ち、サイン会を開ける、ちょっとした売れっ子。普段は下着とワイシャツだけで過ごし、音読しながら官能小説を執筆するなどで浩二を困らせる。いつもけだるそうに話し、つかみどころのない性格だが、職業柄洞察力に優れていて、浩二と涼子の関係や瑠璃の本性にもいち早く気づいている。
桜木昭（さくらぎあきら）
声：胸肩腎
浩二の父親。軽いノリでだらしない性格だが、くどき上手で女性にモテまくっている。自称優秀なビジネスマン（正体は国際的なエージェント）で、日本と海外を頻繁に行き来している。クリスや同僚からはアレックスと呼ばれている。涼子にモーションをかけていたがまったく相手にされなかった。
桑原梨恵（くわばらりえ）
声：如月葵
涼子の親友で、同い年だが3カ月若い。彼女とオーダーメイドウェディングの会社を共同出資して設立した、実質の経営者。自立した大人の女性で仕事に厳しいが、親友のために親身になる情の深さも併せ持つ。若い頃に昭と付き合っていたらしいものの、現在まで独身。自分のことを棚にあげて涼子を再婚させようと画策する。もちろん浩二と涼子の関係を知らない上でのことである。
沢田豊
浩二の親友で野球部のキャプテン。キャッチャーで浩二の球を受けていた。浩二の追っかけに手を出すなどちゃっかり者ではあるが、正義感が強く友達思い。瑠璃からキャプテンサワダと呼ばれる。
由香（女生徒1）、佳澄(女生徒2)、美弥（女生徒3）
小雪の同級生3人組。物語中では立ち絵がなく、由香以外は表情も1パターンのみで、名前の表記も女生徒1～3であった。佳澄にいたっては名前が一切呼ばれず、発売後に命名されている（由香→佳澄→美弥でしりとりになるように名づけられた）。このうち美弥は人気投票でメインキャラの浩二とクリスを抑えて5位に食い込むコアな人気を獲得した。
ロナウド
マクドウェルのマスコットキャラクター。元ネタはドナルド。2ちゃんねるのアスキーアートネタを取り入れたシーンがある。